# Susanna Hall
Pour les articles homonymes, voir Hall.
Susanna Hall (née Shakespeare ; baptisée le 26 mai 1583 - 11 juillet 1649) est l'aînée des enfants de William Shakespeare et d'Anne Hathaway et est la sœur aînée des jumeaux Judith Quiney et Hamnet Shakespeare. 
Elle épouse John Hall (en), un médecin local, en 1607. Ils ont eu une fille, nommée Elizabeth, en 1608. Elizabeth a épousé Thomas Nash, fils d'Anthony Nash, le 22 avril 1626 à l'église de la Sainte-Trinité à Stratford-upon-Avon.

## Biographie

### Jeunesse
Susanna est baptisée dans l'église de la Sainte Trinité à Stratford-upon-Avon le dimanche de la Trinité (un jour de fête de l'église), le 26 mai 1583,.
Anne, la femme de Shakespeare, était déjà enceinte de Susanna lorsque le couple s'est marié. Le nom « Susanna » dérive de l'histoire de Suzanne et les Vieillards dans le livre de Daniel et suggère « la pureté et l'impeccabilité » et a des associations qui font appel aux puritains. Ce nom est apparu pour la première fois dans les registres paroissiaux de Stratford en 1574, donc le nom était encore assez nouveau, mais il était partagé par deux autres enfants nés ce printemps. En tant que tel, il peut s'agir d'une affirmation de vertu pour un enfant né « dangereusement proche du mauvais côté du mariage », comme l'a dit l'historien Peter Ackroyd.
Elle est élevée à Stratford-upon-Avon avec ses frères et sœurs plus jeunes, les jumeaux Hamnet et Judith. Les dossiers scolaires de Stratford de l'époque n'existent pas, et comme les filles n'étaient pas autorisées à l'école King Edward VI de Stratford, toute éducation qu'elle aurait reçue aurait été organisée par sa famille par l'intermédiaire de tuteurs. Sa signature existe dans deux documents distincts, démontrant qu'elle a pu signer son nom.

### Mariage avec John Hall

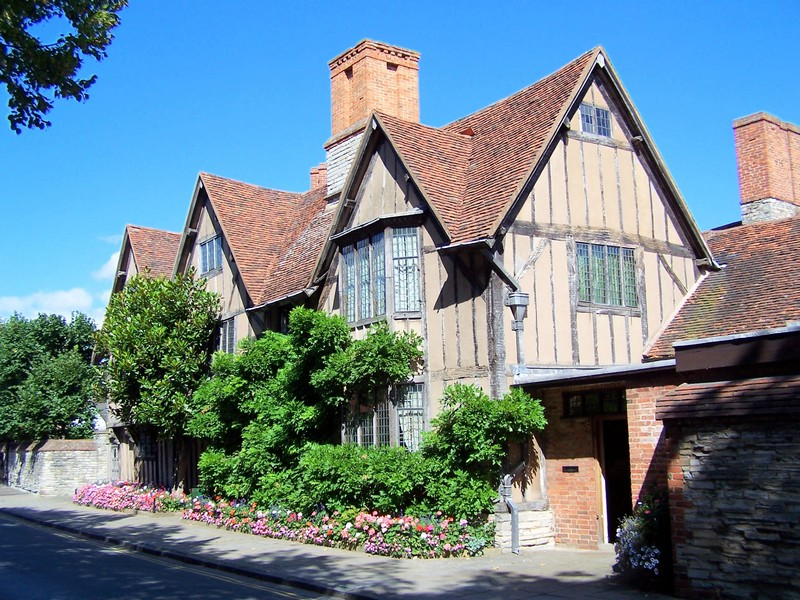
John et Susanna Hall ont vécu à Hall's Croft à Stratford jusqu'en 1616.

Susanna épouse John Hall (en), un médecin respecté, le 5 juin 1607 à l'église de la Sainte-Trinité. Elle avait 24 ans ; il en avait environ 32. Quelques légères preuves indiquent que Shakespeare a réglé une dot substantielle sur Susanna de 105 acres de sa terre à Old Stratford qu'il avait achetée en 1602, en conservant probablement un intérêt à vie. Les Select Observations de John Hall, études de cas de ses patients, ont été publiées en 1657, 22 ans après sa mort. Le cas le plus ancien, un cas local, date de 1611, ce qui rend presque certain qu'il a vécu et travaillé à Stratford au moins à l'époque de son mariage.
Leur unique enfant, Elizabeth est baptisée le 21 février 1608 à l'église de la Sainte-Trinité. Le couple n'avait pas d'autres enfants et Elizabeth était la seule petite-fille que Shakespeare connaissait, car les enfants de Judith sont nés après sa mort.

### Victime de calomnie
En juin 1613, un homme du nom de John Lane, Jr., 23 ans, accuse Susanna d'adultère avec Rafe Smith, un mercier de 35 ans, et affirme qu'elle a attrapé une maladie vénérienne de Smith. Le 15 juillet, les Hall intentent un procès pour diffamation contre Lane devant le tribunal du Consistoire de Worcester. Robert Whatcott, qui trois ans plus tard sera témoin du testament de Shakespeare, témoigne pour les Hall, mais Lane n'a pas comparu. Lane est reconnu coupable de diffamation et excommunié. En 1619, Lane est de nouveau reconnu coupable de diffamation, cette fois pour des attaques contre le vicaire et les échevins locaux. Il est également cité au tribunal pour être un ivrogne persistant.

### Héritage
Lorsque Shakespeare meurt le 23 avril 1616, il laisse la majeure partie de sa succession, dans un entail élaboré, à Susanna et à ses héritiers mâles. La succession comprend sa maison principale, New Place, ses deux maisons sises Henley Street, et diverses terres dans et autour de Stratford, et tous ses « goodes Chattels, Leases, plate, jewles and Household stuffe whatsoever after my dettes and Legasies paied and my funerall expences discharged » à elle et à son mari. Dans le cas de la mort de Susanna, la succession sera léguée, par ordre décroissant de choix, « to the first sonne of her bodie lawfullie yssueing & to the heires Males of the bodie of the saied first Sonne lawfullie yssueing » et à défaut d'une telle descendance, à son deuxième fils et à ses héritiers mâles et aux troisième, quatrième, cinquième, sixième et septième fils et leurs héritiers mâles. Au cas où aucun fils ne serait né ou s'il mourrait, la succession reviendrait à sa fille Elizabeth Hall et à ses héritiers mâles ; à Judith et à ses héritiers mâles ; ou à tout héritier légitime survivant. Il nomme également les Hall comme exécuteurs du testament, et John Hall (en) a approuvé le testament à Londres le 22 juin 1616 à la cour de prérogative de l'archevêque à Canterbury,.

### Mort et enterrement
Susanna est morte à l'âge de 66 ans. Elle est enterrée à l'église Holy Trinity à Stratford à côté de ses parents. Son épitaphe de pierre tombale se lit comme suit :  
Here lyeth the body of Susanna, wife of John Hall, gent., the daughter of William Shakespeare, gent. She deceased the 11 day of July, Anno 1649, aged 66.

## Représentations fictives
- La pièce de théâtre The Herbal Bed de Peter Whelan en 1996 est une fiction des événements entourant le procès de calomnie de Hall.
- Dans la sitcom Upstart Crow 2016, Susanna est interprétée par Helen Monks.
- Dans le drame 2017 Will, Susanna est interprétée par Phoebe Austen.
- Dans le film 2019 All Is True, Susanna est interprétée par Lydia Wilson.